# Zonitis atripes
Zonitis atripes – gatunek chrząszcza z rodziny majkowatych i plemienia Nemognathini.

## Występowanie
Gatunek ten jest endemitem Madagaskaru.